# Дубовое (Кобринский район)
Дубово́е (бел. Дубавое) — деревня в Кобринском районе Брестской области Белоруссии. Входит в состав Буховичского сельсовета.
По данным на 1 января 2016 года население составило 23 человека в 19 домохозяйствах.

## География
Деревня расположена в 8 км к северо-западу от города и станции Кобрин, в 54 км к востоку от Бреста, у автодороги Р102 Кобрин-Каменец.
На 2012 год площадь населённого пункта составила 0,48 км² (48 га).

## История
Населённый пункт известен с XVI века как селение. В разное время население составляло:
- 1999 год: 22 хозяйства, 30 человек;
- 2005 год: 21 хозяйство, 26 человек;
- 2009 год: 33 человека;
- 2016 год[2]: 19 хозяйств, 23 человека;
- 2019 год[1]: 20 человек.